# Toni Zweifel
Toni Zweifel, né le 15 février 1938 à Vérone et mort le 24 novembre 1989 à Zurich, est un ingénieur suisse et serviteur de Dieu. 
En 1964, il devient collaborateur scientifique à l’institut de thermodynamique de l’EPFZ, où il développe plusieurs systèmes brevetés. En 1972, il devient directeur d’une nouvelle fondation zurichoise, la Fondation Limmat (de), qu’il dirigea pendant dix-sept ans, jusqu’à sa mort.
Le diocèse de Coire a examiné la vie de cet ingénieur suisse, qui appartenait à l’Opus Dei, et est mort avec la renommée de sainteté.

## Biographie

Toni Zweifel sur une carte de prière polonaise.

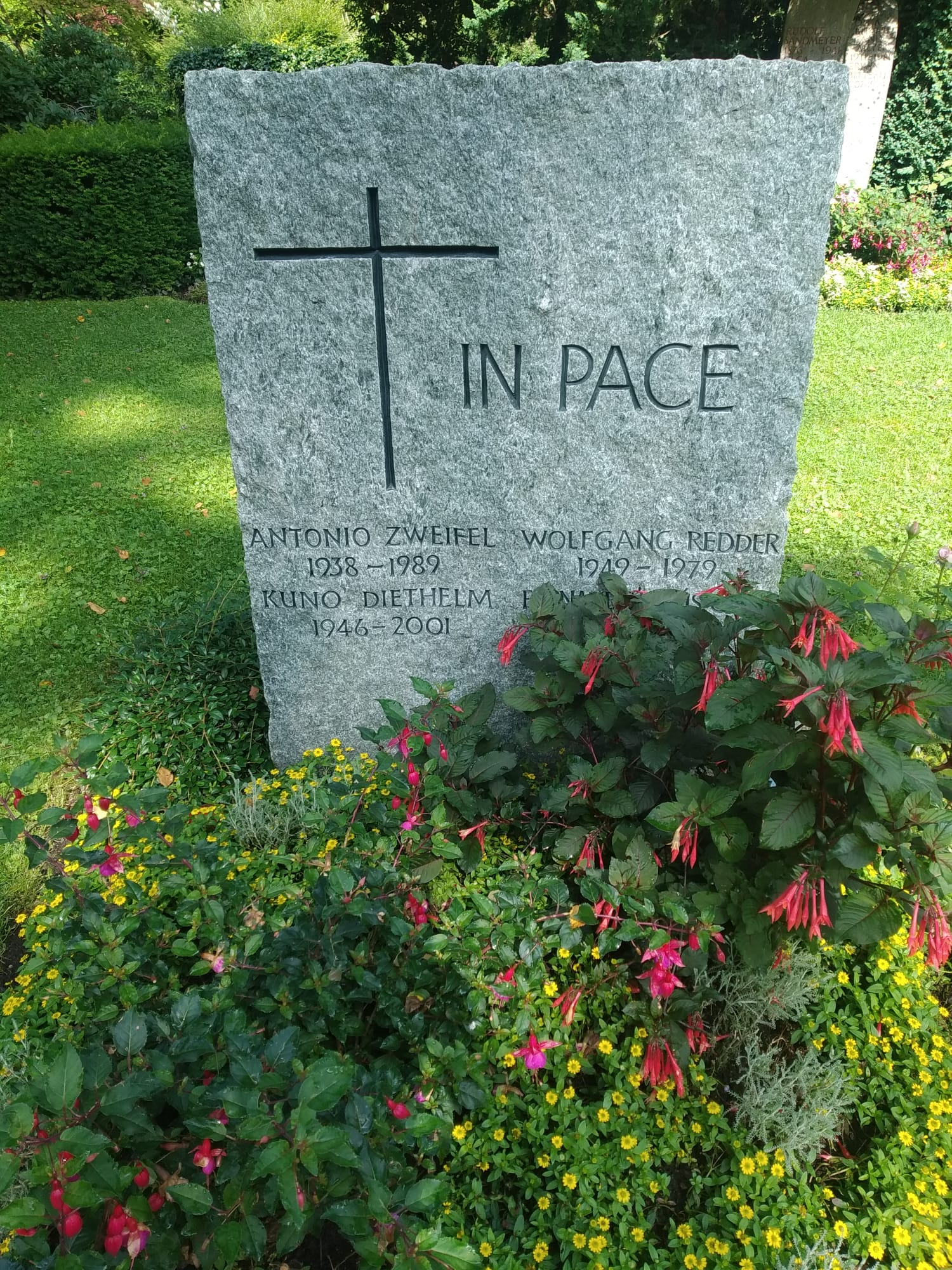
La tombe de Toni Zweifel

Toni Zweifel est le fils de Antonia di Benedetto, de nationalité italienne, et de Justus Zweifel, tisserand industriel suisse. Au début de la Deuxième Guerre mondiale, sa mère l’emmène avec sa jeune sœur dans le canton de Glaris. En 1944, il est de retour en Italie, à San Giovanni Lupatoto, près de Vérone, pour commencer sa scolarité. De 1949 à 1957, il fait son gymnase et son lycée à Vérone. Il décide alors d’étudier le génie mécanique à l’École polytechnique fédérale de Zurich.
Vers la fin de ses études, en 1961, des camarades lui font connaître l’existence du foyer pour étudiants « Fluntern », dont l’orientation chrétienne est confiée à l’Opus Dei. C’est là qu’il va habiter dès 1962. Le 19 mars de cette même année, il demande à être admis dans l’Opus Dei. En juin, ses études terminées, il commence à travailler dans une entreprise.
En 1964, il devient collaborateur scientifique à l’institut de thermodynamique de l’EPFZ, où il développe plusieurs systèmes brevetés. Deux ans plus tard, il se voit confier la direction du foyer pour étudiants. À l’occasion d’une session de travail à Rome, en 1970, il peut rencontrer personnellement saint Josemaría Escrivá, le fondateur de l’Opus Dei.

### Toni et la Fondation Limmat
C'est en 1972 que Toni, mettant fin à huit ans de travail universitaire, participe à la création d'une institution d'intérêt public, la Fondation Limmat (de). Il en devient le premier directeur et développera une très grande compétence dans ce domaine d'activité jusqu'alors inconnu pour lui.
La Fondation Limmat se propose d'apporter un soutien financier à des initiatives dans les domaines de l'éducation et de la promotion culturelle ou sociale, en particulier dans les pays défavorisés. Pour cela, Toni Zweifel s'est employé à établir des liens entre donateurs potentiels et personnes ou institutions à aider. L'aide de la fondation devait aller en priorité à l'éducation, car comme il l'écrivit dans un document d'information, « la principale cause de nombre de problèmes actuels est le manque de formation et de développement de la personnalité dont souffrent les gens ».
Durant les dix-sept années où il occupa son poste de directeur (en fait jusqu'à sa mort), il put venir en aide à des centaines d’initiatives sociales et d’éducation, dans trente pays et quatre continents, centrées surtout sur la promotion de la famille et de la femme, la santé et la formation professionnelle de la jeunesse.

### Maladie et mort
Le 19 février 1986, il apprend qu’il est atteint de leucémie. Il accepte cette maladie en s’abandonnant pleinement à la volonté de Dieu, alors qu’il est au zénith de son activité. À plusieurs reprises il se soumet à des chimiothérapies longues et épuisantes. Mais elles n’arrivent pas à détenir le cours de la maladie. Toni meurt le 24 novembre 1989, laissant l’exemple lumineux d’une vie de travail professionnel chargée de sens chrétien. Sa tombe se trouve au cimetière zurichois de Fluntern.

## Cause de béatification
La phase diocésaine d’instruction de la cause a débuté le 22 février 2001, en présence de l’évêque de Coire, Mgr Amédée Grab. Tous les écrits connus de Toni Zweifel ont été rassemblés, en particulier les lettres que l’on conserve de lui. Tous les documents relatifs à sa vie et ses différentes activités ont également été présentés. Le 7 octobre 2005, la Congrégation romaine pour la Cause des Saints a donné sa permission (nihil obstat) au procès en béatification. Le tribunal peut ainsi commencer l’interrogation des témoins oculaires de sa vie.
De nombreuses relations de faveurs obtenues par l’intercession de Toni continuent d’arriver du monde entier au Bureau de la Prélature de l’Opus Dei pour la cause des saints, qui édite un bulletin d’information à ce propos. Ce même bureau fournit aussi des cartes de prière et des informations plus détaillées. C’est à lui qu’il faut envoyer les récits de faveurs obtenues par l’intercession de Toni.